# Tyrifjorden
El fiordo de Tyri, a veces lago Tyrifjorden (en noruego: Tyrifjorden) es realmente un importante lago de agua dulce de Noruega, con 138,56 km², el quinto más extenso del país. El lago está situado a 63 m s. n. m., tiene una profundidad máxima de 295 metros y su volumen se calcula en 13 km³. Administrativamente, el lago se encuentra en la provincia de Buskerud y limita con los municipios de Hole, Lier, Modum y Ringerike.

## Etimología

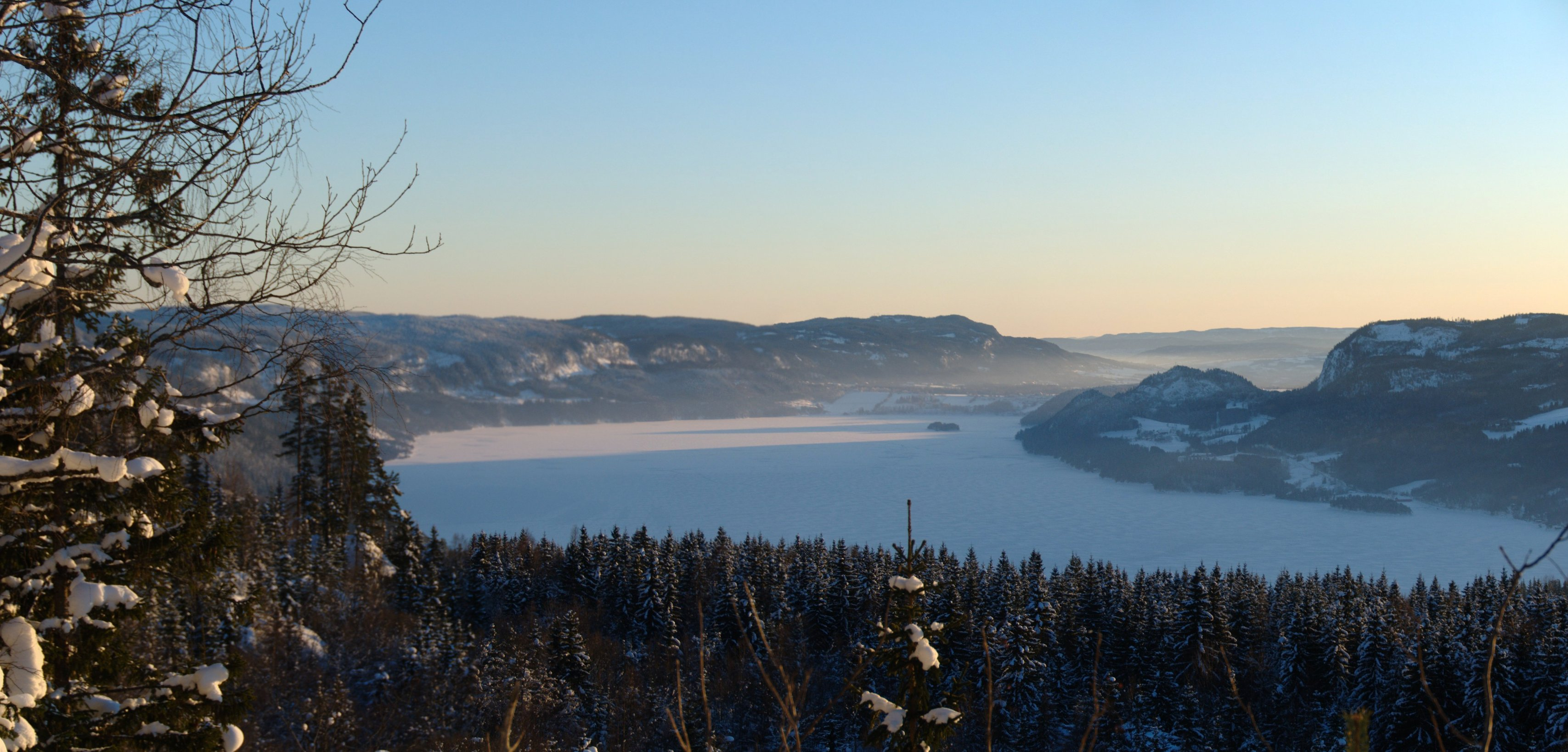
Vista del lago helado

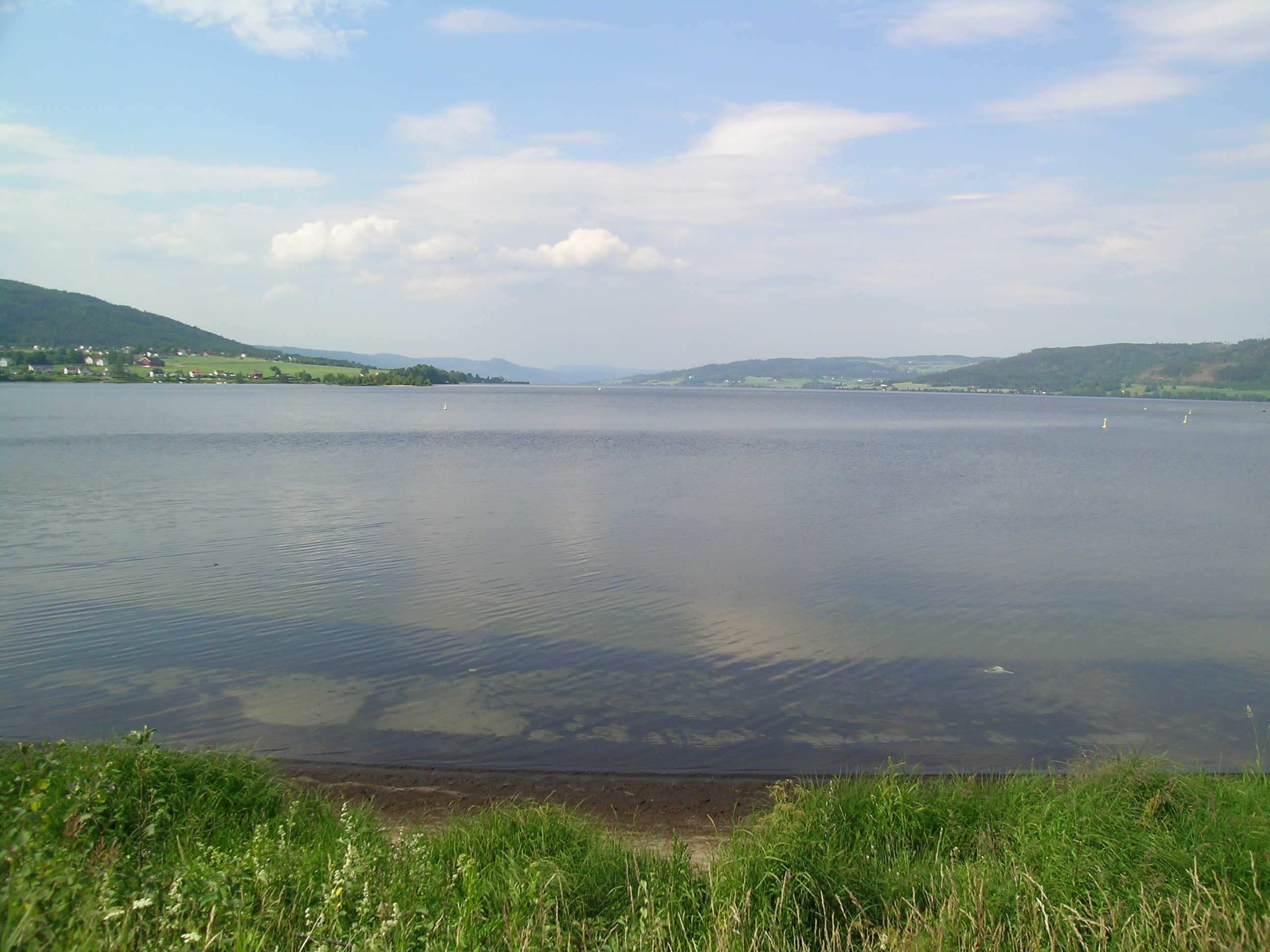
Otra vista del lago desde Jevnaker

La forma en nórdico antiguo del nombre era simplemente Tyri (o Tyrvi). Este nombre no compuesto es también el primer elemento en el nombre Tyristrand. El topónimo deriva de la palabra tyri, que significa «[madera de] pino viejo/muerto». Se refería especialmente a los bosques en el lado occidental del lago. El último elemento «-fjorden» (la forma finita de fiordo) es una adición posterior.

## Geografía
Tyrifjorden es un fiordo sin salida al mar, situado a 60 m s. n. m. El lago es alimentado principalmente por el Storelva —formado por la confluencia del Randselva (que a su vez drena el  lago Randsfjorden) y el Ådalselva (el curso bajo del río Begna)—, que desagua en Hønefoss donde el río forma la cascada de Hønefossen. Otros afluentes menos importantes son Holleia, Krokskogen y Finnemarka. El lago evacua por su extremo surooccidental, cerca de Geithus, a través del río Drammenselva, siendo parte del curso principal. En el lago hay bastantes islas, de pequeño tamaño, siendo las más destacadas Utøya, Storøya —con un club de golf — y Frognøya.
El lago tiene una forma complicada derivada del entrelazamiento de varios valles, asimilable a una «H», siendo sus brazos:
- Storfjorden, el ramal principal, el más ancho;
- Nordfjorden: el brazo más septentrional;
- Steinsfjorden: el brazo más nororiental;
- Holsfjorden: el brazo más suroriental, así como el más largo y profundo.

El Tyrifjord es uno de los lagos más ricos en especies en Noruega y, entre otras especies, es bueno para la pesca de la trucha, el lucio y el cangrejo de río. Muchas zonas próximas al lago están protegidas por su fauna y flora únicas.

## Sucesos
Cerca de la entrada de Holsfjord, está la pequeña isla de Utoya, donde el 22 de julio de 2011 tristemente tuvo lugar un asesinato en masa.

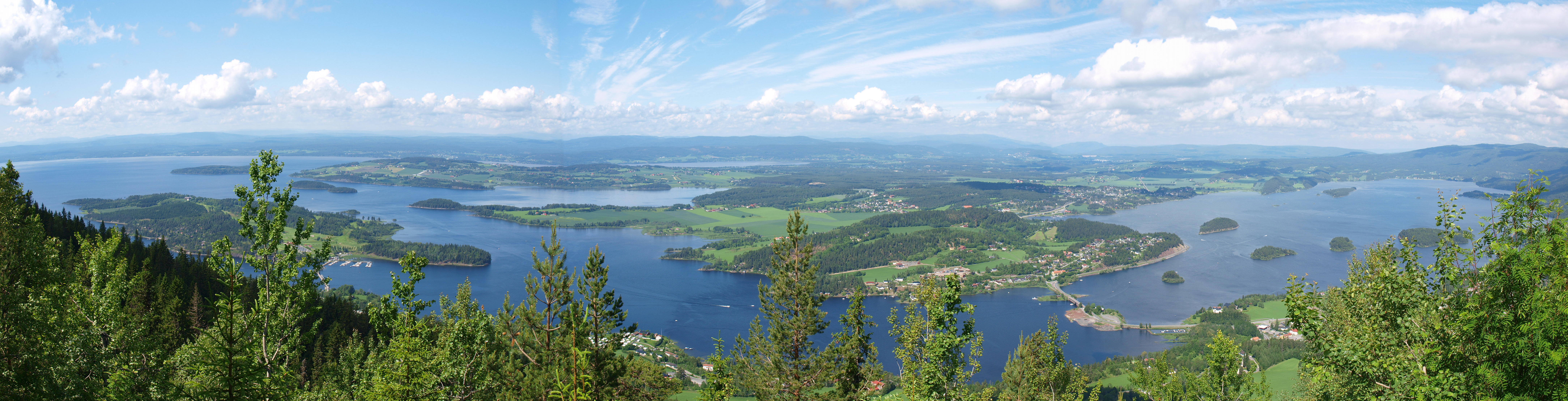
Panorámica del lago